# Le Bons
Le Bons (anticamente Labons) è un villaggio di Andorra, nella parrocchia di Encamp che sorge sulla sponda destra della Valira de Encamp con 1 204 abitanti (dato 2010).
Il centro storico del villaggio, fortificato, è costituito da costruzioni databili in diverse epoche, attualmente allo stato di rovine, praticamente abbandonato, ad eccezione della chiesa. L'unico documento storico che ci può permettere di datare il villaggio è l'atto di consacrazione della chiesa, battezzata come chiesa di San Román d'Aquitania, nel 1163.

## Società

### Tradizioni e folclore
A Carnevale si inscena la morte dell'orsa di Encamp per colpa di un gruppo di cacciatori, mentre la gendarmeria accusa i contrabbandieri.

## Monumenti e luoghi di interesse

### La chiesa

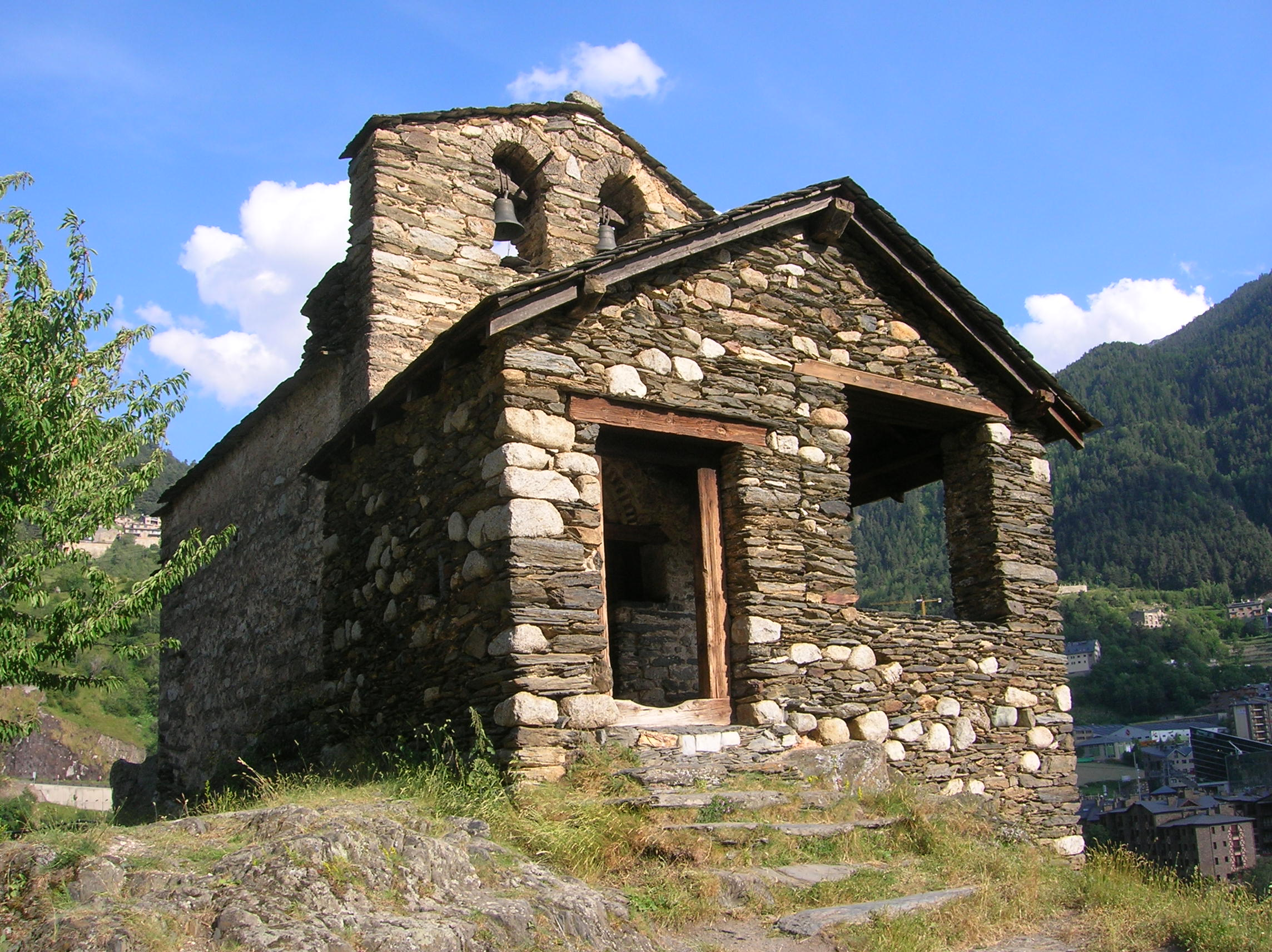
San Romà de Bons

La chiesa (in catalano església de Sant Romà) si trova sopra un piccolo colle dal quale si ha un'ottima vista su tutta la parrocchia. Possiede un campanile a due campane. Al suo interno si trova una ricostruzione delle sue pitture originali, conservate ora al Museo Nazionale dell'Arte catalana a Barcellona. Nella navata si trovano anche resti di pittura murale con elementi gotici e un'immagine di San Román d'Aquitania.
Sono presenti anche elementi musulmani a testimonianza dell'antichità della chiesa: il Bagno della Regina Mora (Baño de la Reina Mora) e le Torri dei Mori. La legenda racconta che la moglie del sovrintendente arabo della zona fece costruire un sistema idraulico per portare in cima alla montagna l'acqua necessaria per la sua igiene personale.